# Francesco Turini
Pour les articles homonymes, voir Turini.
Francesco Turini (Prague, vers 1589 - Brescia, 1656) est un compositeur et un organiste italien.

## Biographie
Francesco Turini, fils de Gregorio Turini, est né à Prague. Il a été élève de son père et a suivi la même voie en devenant musicien. Après la mort prématurée de son père, en 1601, à 12 ans, il est devenu organiste de la cour au service de l'empereur Rodolphe II. Après s'être perfectionné à Venise à la demande de l'empereur, il est revenu à Prague, puis en 1620 il est devenu organiste de la cathédrale de Brescia. 
Il a écrit des madrigaux, motets, messes et sonates à trois pour deux violons et basse continue. Ses trois livres de madrigaux (1621-1629), avec deux parties de violon, sont parmi les premières œuvres de musique de chambre vocale dans le style concertato. Le premier livre contient également quelques-unes des premières sonates à trois. Turini a été un des premiers compositeurs à utiliser le mot de "cantate" pour désigner une forme musicale nouvelle. Haendel a utilisé un thème d'une messe de Turini dans un canon, pour sa fugue pour clavier en si bémol. 
Turini est mort à Brescia.

## Œuvres
- Messe a 4 e 5 voci con il basso continuo (Venise, B. Magni, 1643)
- 2 livres de Motetti a voce sola (Brescia, G. B. Bozzóla, 1629 e 1640)
- Madrigali da 3 voci con alcune Sonate a 2 e a 3 istrumenti (Venise, Magni 1624)
- Madrigali da 2 a 4 voci con alcuni concertati con due violini e una Cantata a voce sola in stile recitativo (Venise, A. Vincenti, 1624)
- Madrigali a 5 voci, cioè 3 voci e 2 violini con un basso continuo duplicato per chitarrone o simil istrumento (Venise, A. Vincenti 1629)
- Sonata a 2, Sonata a 3, a 3 Gagliarda ("È Tanto tempo hormai"), Sonata a 3 "Il Corisino" (Venise, 1621)
- un groupe de compositions pour clavecin figure dans la Raccolta nazionale delle musiche italiane.